# Нучари, Джулио
Джулио Нучари (итал. Giulio Nuciari; 26 апреля 1960) — итальянский футболист и футбольный тренер.
Племянник вратаря Антонио Нучари.

## Биография
Воспитанник клуба «Тернана». Дебютировал на взрослом уровне в сезоне 1979/80, выступая в аренде за клуб «Монтекатини». Вернувшись из аренды, отыграл два сезона за «Тернану» в Серии С.
В 1982 году перешёл в «Милан», выступавший на тот момент в Серии Б. В первый сезон в новом клубе Нучари провёл 18 матчей и помог «Милану» вернуться в Серию А. Затем на протяжении пяти сезонов выступал в роли запасного вратаря и за это время сыграл в высшей лиге лишь 10 матчей. В сезоне 1987/88 в составе «Милана» стал чемпионом Италии, однако в чемпионский сезон на поле не выходил. После ухода из «Милана», отыграл один сезон в Серии Б за клуб «Монца», где сыграл 37 матчей. В 1989 году подписал контракт с клубом «Сампдория», где вновь стал запасным вратарём. За шесть сезонов в «Сампдории» лишь 7 раз выходил на поле в матчах Серии А, в том числе сыграл 2 матча в чемпионский сезон 1990/91. Участия в еврокубках не принимал, однако был в заявке команды во время финальных матчей Кубка обладателей кубков 1989/90 и Кубка европейских чемпионов 1991/92.
Завершил игровую карьеру в 1995 году, после чего вошёл в тренерский штаб «Сампдории» в качестве тренера вратарей. После ухода из клуба в 1997 году, работал на аналогичных должностях в «Милане», «Тернане» и «Кальяри». 15 октября 2001 года, после увольнения Антонио Сала, занял место главного тренера «Кальяри» и провёл 8 матчей у руля команды (2 победы, 3 ничьи и 3 поражения). Зимой его сменил Недо Сонетти. Позже вернулся к работе тренера вратарей, с 2002 по 2004 год входил в тренерский штаб «Лацио», с 2004 по 2008 в «Интернационале», с 2010 по 2013 в «Фиорентине». В 2014 году вернулся в «Интернационале» в качестве ассистента главного тренера. В 2018 году, по приглашению Роберто Манчини вошёл в тренерский штаб сборной Италии.

## Достижения
«Милан»
- Чемпион Италии: 1987/88 (на поле не выходил)
- Победитель Серии Б: 1982/83

«Сампдория»
- Чемпион Италии: 1990/91
- Обладатель Суперкубка Италии: 1991
- Финалист Кубка европейских чемпионов: 1991/92
- Обладатель Кубка обладателей кубков: 1989/90